# Parafia św. Rocha w Miłkowicach-Maćkach
Parafia pw. Świętego Rocha w Miłkowicach-Maćkach – parafia rzymskokatolicka, należąca do dekanatu Drohiczyn, diecezji drohiczyńskiej, metropolii białostockiej.

## Obszar parafii

### Miejscowości i ulice
W granicach parafii znajdują się miejscowości:
- Bryki,
- Korzeniówka Duża,
- Korzeniówka Mała,
- Lisowo,
- Miłkowice-Janki,
- Miłkowice-Maćki,
- Miłkowice-Paszki,
- Miłkowice-Stawki,
- Narojki,
- Putkowice Nagórne,
- Rotki,
- Siekierki,
- Skierwiny,
- Skiwy Duże
- Skiwy Małe